# Rodopi
Rodopi (bolgarsko Родопи, grško Ροδόπη) so gorovje na južnem Balkanu, ki večinoma leži na ozemlju Bolgarije, manjši del pa tudi na severu Grčije. Geološko sta del gorovja tudi masiva Rila in Pirin na zahodu, ki pa ju običajno obravnavamo ločeno. Brez njiju merijo Rodopi približno 250 km od vzhoda proti zahodu in 100 km od severa proti jugu. Na severu in vzhodu jih omejuje dolina reke Marice, na zahodu jih kanjon reke Meste ločuje od Rile in Pirina, na jugu pa se ozemlje spusti proti Egejskemu morju.
Gre za starodavno gorovje, ki ga gradijo predvsem metamorfne kamnine. Eroziji, ki bi sicer spremenila območje v rahlo nagubano planoto, nasprotuje narivanje območja na sosednjo tektonsko ploščo, zato so vrhovi razmeroma visoki, a nižji kot denimo v mlajših Alpah; na zahodnem delu dosegajo približno 2000 m nadmorske višine, na vzhodnem pa 1000. Rezultat je strmo in težko prehodno ozemlje, v katerega so reke urezale ozke doline. Najvišji vrh Rodopov v ožjem pomenu (torej brez Rile) je Veliki Perelik pri 2191 m nadmorske višine. Vode se stekajo v Marico, predvsem preko njenega desnega pritoka Arde, ki je največja reka v Rodopih. Delovanje vode je oblikovalo podzemne kraške oblike, predvsem v marmornati podlagi. Zaradi velike količine padavin se tu nahajajo ogromni podzemni rezervoarji vode, pa tudi nekaj jam, med katerimi sta znani 8,2 km dolga Jagodinska jama in Djavolskoto garlo (Hudičevo grlo) z velikim podzemnim slapom.
Gorovje deluje kot pregrada, ki preprečuje dostop toplega zraka z juga. Zaradi razmeroma hladnega in vlažnega podnebja ter odročne lege ob stiku balkanske, kaspijske in sredozemske bioregije je pomembno kot življenjski prostor številnih rastlinskih in živalskih vrst. Rastline, kot so bela jelka, smreka in breza, dosegajo tu južni rob svoje razširjenosti. Gozdovi predstavljajo habitat velikim sesalcem, kot so rjavi medved, gams, srna in divja svinja, ki se prav tako ne pojavljajo nikjer južneje. Poleg njih živijo v Rodopih še številne druge, tudi endemne vrste, t. i. glacialni relikti.
Zaradi nedostopnosti je območje pretežno nerazvito. Gospodarsko je najpomembnejše izkoriščanje vodne energije, v ta namen so zgrajene številne zajezitve in hidroelektrarne, predvsem na reki Ardi, kjer je skoraj neprekinjeno umetno jezero v dolžini preko 50 km. Na jugovzhodu kopljejo svinec in cink, v manjši meri pa je razvit tudi turizem.